# Гідрогеохімічна провінція
Гідрогеохімічна провінція — гідрогеологічна структура, що характеризується єдністю геологічної будови та геохімічної еволюції, які відображені в умовах формування хім. складу підземних вод, їх вертикальній та горизонтальній зональності, а також в наявних типоморфних ендогенних та екзогенних елементах та газах.

## Гідрогеохімічні провінції залізовмісних підземних вод
Формування залізовмісних гідрогеохімічних провінцій включають такі чинники:
- високі концентрації органічних речовин гумусового ряду,
- низькі (100—250 мВ) позитивні значення Eb.

Перша ситуація особливо характерна для ґрунтових вод гумідної зони, друга — для безкисневих напірних вод артезіанських басейнів, вод кір вивітрювання і тріщиножильних вод гідрогеологічних масивів.